# Гервазій (Пан Тадеуш)
Гервазій (пол. Gerwazy) — літературний герой, персонаж поеми «Пан Тадеуш» польського поета Адама Міцкевича, яка була видана у 1834 році.
Ймовірним прототипом цього персонажа «Пана Тадеуша» міг бути дід Адама Міцкевича Матей Маєвський.
У виставі «Пан Тадеуш» режисера Миколи Пінігіна (2014) роль Гервазія зіграв Ігор Денісов.

## Характеристика
Вірний слуга Горешків, який воював з москалями на боці Стольника, присягнувся помститися Сопліцам за смерть свого пана, якому вірно служив до самої смерті, Яцька. Він славився відвагою та вмінням воювати на шаблях. Він підбурив Графа до війни за замок і разом з ним організував набіг на Сопліцу. Після того, як отець Робак врятував йому та графові життя, Гервазій пробачив Яцькові, який переховувався під виглядом бернардина.
1. ↑  Пан Тадеуш: Поема / Перекл. з пол., передм. М. Рильського; іл. худож. О. Литвинова. — К.: Дніпро, 1989. —349 с. // Книга перша. Господарство. С. 19.
2. ↑  З маці ліцвінкі: знойдзеныя новыя дакументы, якія ўдакладняюць радавод Адама Міцкевіча
3. ↑  Аднаўленне памяці пра Літву-Беларусь. Архів оригіналу за 19 лютого 2023. Процитовано 27 січня 2024.